# Cáncer de piel
El cáncer de piel es una afección por la que se forman células malignas (cancerígenas) en los tejidos de la piel. Hay diferentes tipos de cáncer que empiezan en la piel. El color de la piel y estar expuesto a la radiación ultravioleta tanto natural como artificial (luz solar, cabinas de bronceado, etc), pueden aumentar el riesgo de presentar cáncer de piel no melanoma y queratosis actínica.

## Epidemiología
| sin datos <0.7 0.7-1.4 1.4-2.1 2.1-2.8 2.8-3.5 3.5-4.2 | 4.2-4.9 4.9-5.6 5.6-6.3 6.3-7 7-7.7 >7.7 |

Mortalidad por cáncer de piel (2004).
sin datos
<0.7
0.7-1.4
1.4-2.1
2.1-2.8
2.8-3.5
3.5-4.2
4.2-4.9
4.9-5.6
5.6-6.3
6.3-7
7-7.7
>7.7

El principal factor de riesgo para desarrollar un cáncer de piel son los llamados rayos ultravioleta procedentes de la luz solar, que producen mutaciones en el ADN de las células que se acumulan durante años.

## Tipos de cáncer de piel
Hay tres tipos principales de cáncer de piel:
- Melanoma de piel; es el más agresivo de los cánceres de piel, aunque, afortunadamente, el menos común.[3][4]
  - La mayoría de los melanomas son de varios colores, desde tonos marrones hasta negros. Un pequeño número de melanomas son de color rosa, rojo o carnoso; se denominan melanomas amelanóticos y tienden a ser más agresivos. Los signos de advertencia de un melanoma maligno incluyen cambios en el tamaño, la forma, el color o la elevación de un lunar. Otros signos son la aparición de un lunar nuevo durante la edad adulta o dolor, picor, ulceración, enrojecimiento alrededor de la zona o hemorragia en la misma. Un mnemotécnico utilizado a menudo es "ABCDE", donde A corresponde a "asimétrico", B a "bordes" (irregular), C a "color" (abigarrado), D a "diámetro" (mayor de 6 mm -el tamaño de la goma de borrar de un lápiz-) y E a "en evolución"[5][6]

- Carcinoma basocelular o carcinoma de células basales: Este es el tipo de cáncer más común. Es un tipo de cáncer de la piel que se origina en las células basales. Éstas son células pequeñas y redondas ubicadas en la parte más baja (o base) de la epidermis, que es la capa más externa de la piel.
  - El carcinoma de células basales suele presentarse como una protuberancia elevada, lisa y nacarada en la piel expuesta al sol de la cabeza, el cuello, el torso o los hombros. A veces pueden verse pequeños vasos sanguíneos (denominados telangiectasias) dentro del tumor. Es frecuente la aparición de costras y hemorragias en el centro del tumor. A menudo se confunde con una llaga que no cicatriza. Esta forma de cáncer de piel es la menos mortal, y con un tratamiento adecuado puede eliminarse, a menudo sin dejar cicatrices importantes.

- Carcinoma espinocelular o carcinoma de células escamosas: cáncer que empieza en las células escamosas, que son células delgadas y planas que se parecen a las escamas de los peces. Las células escamosas se encuentran en el tejido que forma la superficie de la piel, el recubrimiento de los órganos huecos del cuerpo, como los conductos de los aparatos respiratorio y digestivo. También se llama carcinoma epidermoide.

- Otros tipos de cánceres en la piel menos frecuentes:
  - Linfoma cutáneo, como la micosis fungoide
  - Sarcoma de Kaposi
  - Dermatofibrosarcoma o histiosarcoma maligno
  - Carcinoma de Merkel. En la mayoría de los casos, los carcinomas de células de Merkel son protuberancias rojas, moradas o del color de la piel que crecen rápidamente y no son dolorosas ni pican. Pueden confundirse con un quiste u otro tipo de cáncer.[7]
  - Procesos inflamatorios crónicos cutáneos que se malignizan.[8]

- Metástasis de otros cánceres en la piel: cutánide o cutánides, también conocidas como letálides o metástasis cutáneas.

## Factores de riesgo
Los factores de riesgo más conocidos son la exposición a la radiación ultravioleta, la edad y el tono claro de la piel. Las personas de piel clara y edad avanzada tienen mayor riesgo de desarrollar carcinomas basocelulares. La cara es la zona del cuerpo donde estos cánceres más comúnmente aparecen debido a que es la zona del cuerpo más expuesta al sol. Alrededor del 20% de estos cánceres de piel aparecen en áreas de la piel menos comúnmente expuestas al sol, como son pecho, espalda y extremidades.
Las regiones del planeta con mayor incidencia de radiación solar a lo largo del año y predominio de piel clara en la población son las que tienen la mayor incidencia de carcinoma basocelular por habitante. Por ejemplo: Australia tiene una de las incidencias per cápita más altas del mundo de estos cánceres.
Se sabe también de cierta predisposición genética. Las personas de origen celta y del norte de Europa tienen mayor riesgo de desarrollar carcinoma basocelular.

## Detección
Tomando en cuenta varios casos y estudios que se realizaron se notaron similitudes en los pacientes que llevan a los resultados siguientes,[cita requerida] por lo que hay que tomar en cuenta estas precauciones respecto a machas y lunares en la piel:
- La asimetría de un lunar
- El cambio de color que puede ser desde marrón, rojo y azul.
- Los bordes del lunar son irregulares.
- El diámetro es mayor de 6 mm.

Existen diversos síntomas del cáncer de piel. Estos incluyen cambios en la piel que no cicatrizan, ulceración en la piel, decoloración de la piel y cambios en manchas en la piel existentes, como bordes dentados en el lunar, agrandamiento del lunar, cambios en el color, la forma en que se siente o si sangra. Otros signos comunes de cáncer de piel pueden ser una lesión dolorosa que pica o quema y una mancha grande de color marrón con motas más oscuras.

## Diagnóstico
El diagnóstico se realiza mediante biopsia y examen histopatológico.
Los métodos no invasivos de detección del cáncer de piel incluyen la fotografía, la dermatoscopia, la ecografía, la microscopia confocal, la espectroscopia Raman, la espectroscopia de fluorescencia, la espectroscopia de terahercios, la tomografía de coherencia óptica, la técnica de imágenes multiespectrales, la termografía, la bioimpedancia eléctrica, el stripping con cinta adhesiva y el análisis asistido por ordenador.
La dermatoscopia puede ser útil para diagnosticar el carcinoma basocelular, además de la inspección de la piel.
No hay pruebas suficientes de que la tomografía de coherencia óptica (OCT) sea útil para diagnosticar el melanoma o el carcinoma de células escamosas. La OCT puede tener una función en el diagnóstico del carcinoma basocelular, pero se necesitan más datos que lo respalden.
Se han desarrollado dispositivos de diagnóstico asistido por ordenador que analizan imágenes de un dermatoscopio o espectroscopia y pueden ser utilizados por un diagnosticador para ayudar en la detección del cáncer de piel. Se ha comprobado que los sistemas CAD son muy sensibles en la detección del melanoma, pero tienen una elevada tasa de falsos positivos. Aún no hay pruebas suficientes para recomendar la EAC en comparación con los métodos de diagnóstico tradicionales.
No está clara la utilidad de la ecografía de alta frecuencia (HFUS) en el diagnóstico del cáncer de piel. No hay pruebas suficientes de que la microscopía confocal de reflectancia sirva para diagnosticar el carcinoma basocelular o escamoso o cualquier otro cáncer de piel.

## Prevención
La protección solar es eficaz y, por lo tanto, se recomienda para prevenir el melanoma y el carcinoma de células escamosas. Hay pocas pruebas de que sea eficaz para prevenir el carcinoma de células basales. Otros consejos para reducir las tasas de cáncer de piel son evitar las quemaduras solares, usar ropa protectora, gafas de sol y sombreros, e intentar evitar la exposición al sol o los periodos de máxima exposición. El Grupo de Trabajo de Servicios Preventivos de EE. UU. recomienda que se aconseje a las personas de entre 9 y 25 años que eviten la luz ultravioleta.
El riesgo de padecer cáncer de piel puede reducirse con una serie de medidas, como disminuir el bronceado en interiores y la exposición al sol al mediodía, aumentar el uso de protectores solares, y evitar el consumo de productos del tabaco.
La razón por la que es importante limitar la exposición al sol y evitar las cámaras de bronceado es que ambas implican el uso de luz UV. Se sabe que la luz UV daña las células de la piel mutando su ADN. El ADN mutado puede causar tumores y otros crecimientos en la piel. Además de la exposición a los rayos UV, existen otros factores de riesgo. La piel clara, los antecedentes prolongados de quemaduras solares, los lunares y los antecedentes familiares de cáncer de piel son sólo algunos de ellos.
No hay pruebas suficientes a favor ni en contra del cribado del cáncer de piel. No se ha demostrado que los suplementos vitamínicos y antioxidantes tengan efectos preventivos Las pruebas de que las medidas dietéticas reducen el riesgo de melanoma son provisionales, con algunas pruebas epidemiológicas de apoyo, pero sin ensayos clínicos.
El óxido de zinc y el óxido de titanio se utilizan a menudo en los protectores solares para proporcionar una amplia protección frente a los rayos UVA y UVB.
El consumo de ciertos alimentos puede disminuir el riesgo de quemaduras solares, pero esta protección es mucho menor que la que proporciona la protección solar.
En un metaanálisis sobre la prevención del cáncer de piel en personas de alto riesgo se hallaron pruebas de que la aplicación tópica de la loción liposomal T4N5 reducía la tasa de aparición de carcinomas de células basales en personas con xeroderma pigmentoso, y de que la acitretina tomada por vía oral puede tener un beneficio protector de la piel en personas tras un trasplante de riñón.
Una investigación publicada en enero de 2022 por la Facultad de Farmacia de la Universidad Estatal de Oregón demostró que una vacuna que estimula la producción de una proteína fundamental para la red antioxidante de la piel podría reforzar las defensas de las personas contra el cáncer de piel.